# آب‌انبار سفید سنگ
آب‌انبارسفید سنگ مربوط به دوره صفوی است و در شهرستان فریمان، بخش قلندر آباد، شهرسفیدسنگ واقع شده و این اثر در تاریخ ۱۲ تیر ۱۳۸۴ با شمارهٔ ثبت ۱۲۰۰۲ به‌عنوان یکی از آثار ملی ایران به ثبت رسیده است.